# Biskayisch

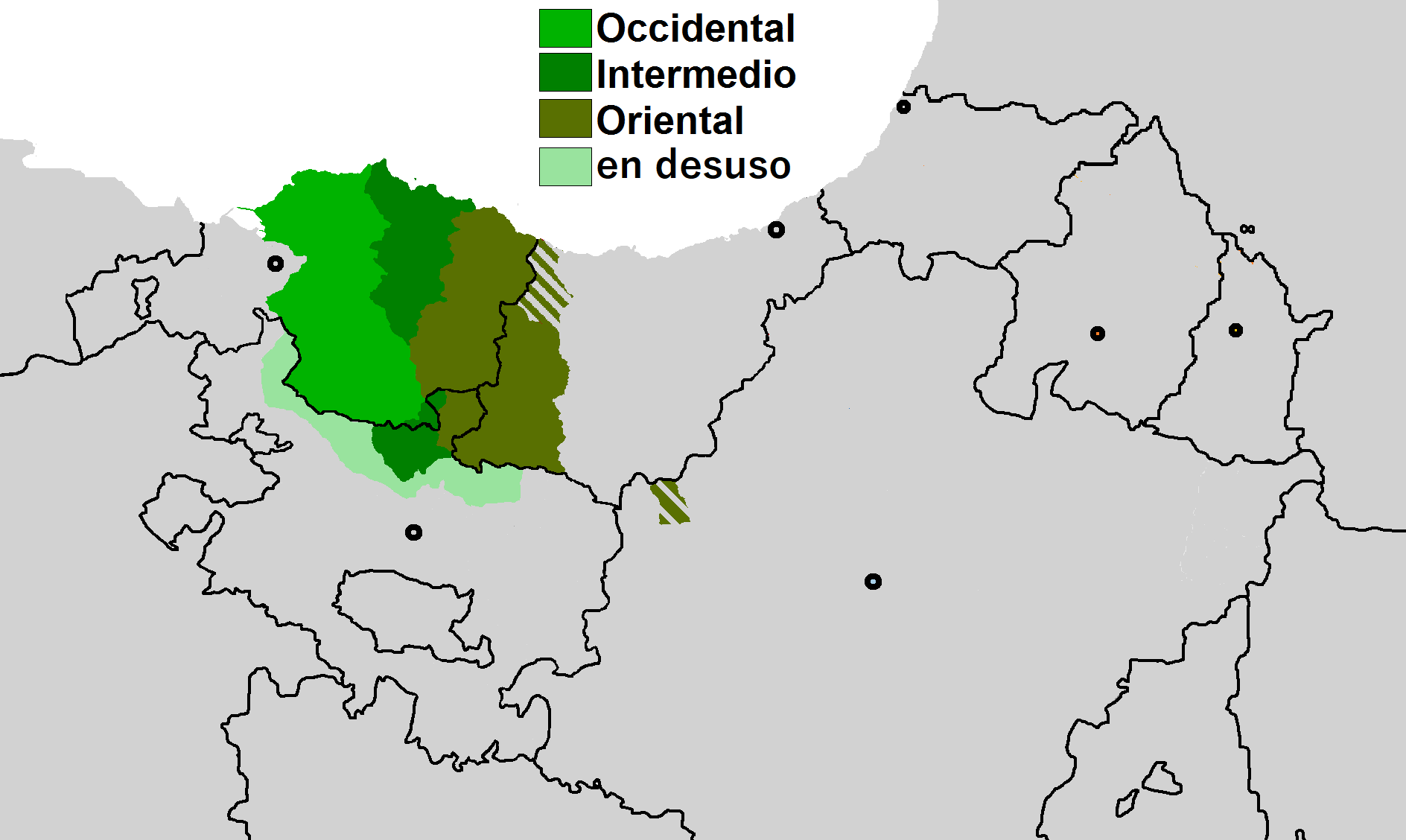

Das Biskayisch (Baskisch: Bizkaiera) ist ein Dialekt des Baskischen. Weil es nicht nur in Bizkaia gesprochen wird, sondern auch in einigen angrenzenden Zonen von Gipuzkoa und Álava, wird es auch Westlicher Dialekt genannt.
Biskayisch ist der verbreitetste baskische Dialekt und zugleich neben Suletinisch derjenige, der sich am weitesten vom standardisierten Baskisch (Euskara Batua) unterscheidet.